# Comuna Gradina, Virovitica-Podravina
Gradina este o comună în cantonul Virovitica-Podravina, Croația, având o populație de 3.850 de locuitori (2011).

## Demografie
Componența etnică a comunei Gradina
     Croați (89,01%)
     Sârbi (8,36%)
     Maghiari (1,14%)
     Necunoscut (0,57%)
     Neclasificat (0,68%)
Componența confesională a comunei Gradina
     Catolici (89,01%)
     Ortodocși (8,21%)
     Necunoscută (1,25%)
     Alte religii (1,53%)
Conform recensământului din 2011, comuna Gradina avea 3.850 de locuitori. Din punct de vedere etnic, majoritatea locuitorilor (89,01%) erau croați, existând și minorități de sârbi (8,36%) și maghiari (1,14%). Apartenența etnică nu este cunoscută în cazul a 0,57% din locuitori. Din punct de vedere confesional, majoritatea locuitorilor (89,01%) erau catolici, cu o minoritate de ortodocși (8,21%). Pentru 1,25% din locuitori nu este cunoscută apartenența confesională.